# Bernhard Straubinger
Bernhard Straubinger es un deportista alemán que compitió para la RFA en vela en la clase Finn. Ganó una medalla de bronce en el Campeonato Mundial de Finn de 1966 y una medalla de plata en el Campeonato Europeo de Finn de 1963.

## Palmarés internacional
| Campeonato Mundial | Campeonato Mundial     | Campeonato Mundial | Campeonato Mundial |
| Año                | Lugar                  | Medalla            | Clase              |
| ------------------ | ---------------------- | ------------------ | ------------------ |
| 1966               | La Baule (Francia)     | Medalla de bronce  | Finn               |
| Campeonato Europeo |                        |                    |                    |
| Año                | Lugar                  | Medalla            | Clase              |
| 1963               | Balatonfüred (Hungría) | Medalla de plata   | Finn               |